# Hisataka Okamoto
Hisataka Okamoto (jap. 岡本 久敬, Okamoto Hisataka; * 14. Dezember 1933) ist ein ehemaliger japanischer Fußballspieler.

## Nationalmannschaft
1955 debütierte Okamoto für die japanische Fußballnationalmannschaft. Okamoto bestritt fünf Länderspiele.

## Errungene Titel
- Kaiserpokal: 1953, 1955